# Hel (groupe allemand)
Pour les articles homonymes, voir Hel.
Hel est un groupe de black et pagan metal allemand, originaire de Lüdenscheid. Le groupe se sépare en 2012.

## Biographie
Hel est formé en 1994. Le groupe démarre l'enregistrement de leur démo Miölnir au printemps 1995. Elle est suivie par la démo Gedanken und Erinnerung. En 1999, Hel publie son premier album studio, Orloeg,. En 2005 sort leur nouvel album Falland Vörandi,,,. Cette même année est rééditée leur premier album, Orloeg. Ils effectuent leur premier concert au Ragnarök-Festival en mars 2007.
Le 21 décembre 2012, le groupe annonce officiellement sa rupture sur leur site officiel. Il est également envisagé de re-sortir l'album "Falland Vörandi", qui n'est officiellement plus disponible depuis longtemps, dans une nouvelle édition en y ajoutant t des morceaux inédits. Mais il n'y aura plus de nouveaux albums du groupe.
La réédition de "Falland Vörandi" sort en avril 2019. Les pistes de boite à rythme sont remplacées par une vraie batterie, l'ensemble est remixé et remasterisé, avec une nouvelle pochette. Trois morceaux inédits sont ajoutés :
- Nannas Klage Prolog, qui sert d'intro à la vidéo Nannas Klage.
- Heimdall, un morceau instrumental écrit et enregistré pour or Das Atmen der Erde mais qui avait été écarté de l'album.
- Stille, une chanson écrite par Skaldir en 1998, mais qui n'avait pas été incluse dans l'album Orloeg. Enregistrée durant les sessions de Das Atmen der Erde, elle est publiée pour la première fois.

Après l'arrêt de Hel, Skaldir créé un autre groupe en 2014, dans la lignée de Hel, Ash os Ashes .

## Membres

### Derniers membres
- Hamar – basse[1]
- Valdr – chant, guitare (1994-?)[1]
- Skaldir – guitare, clavier, chant (1997-?)[1]

### Anciens membres
- Andligr – batterie[1]
- Asa – violon[1]

## Discographie
- 1999 : Orloeg, Ed. Ars Metalli, réédition 2005 chez Det Germanske Folket
- 2005 : Falland Vörandi, éd. Det Germanske Folket
- 2007 : Tristheim, éd. Det Germanske Folket
- 2012 : Das Atmen der Erde